# Siata Patricia
El Siata Patricia es un furgón abierto de tipo playero descapotable basado en el SEAT 600, fabricado por la filial Siata Española S.A. en su fábrica situada en Tarragona. El modelo alberga 9 plazas, es un coche destinado al ocio para desplazarse por las playas tranquilamente disfrutando de las vistas, y por razones de marketing se decide usar un nombre de mujer para el vehículo.
Las modificaciones mecánicas consistieron en aumentarlo a los 750 cc, como la mayoría de los modelos de Siata Española, logrando conseguir 32 CV más de potencia. Tan solo se fabricaría un total de 6 unidades, ya que era un modelo que se realizaba por encargo y estaba destinado al sector turístico.